# Dracaena aubryana
Dracaena aubryana là một loài thực vật có hoa trong họ Măng tây. Loài này được Brongn. ex E.Morren mô tả khoa học đầu tiên năm 1860.

## Hình ảnh

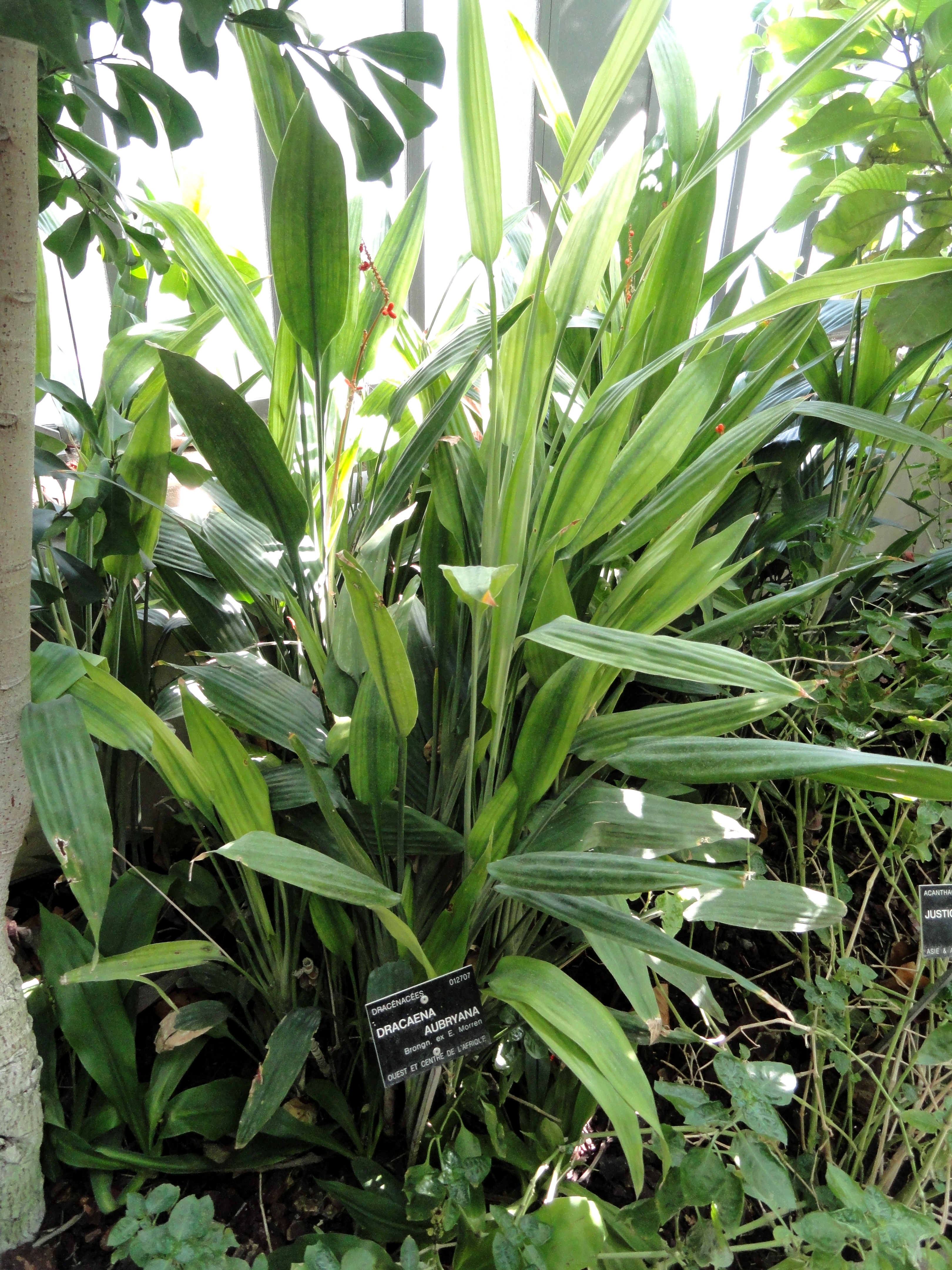